# Tarenna ridleyi
Tarenna ridleyi là một loài thực vật có hoa trong họ Thiến thảo. Loài này được (H.Pearson ex King & Gamble) Ridl. miêu tả khoa học đầu tiên năm 1923.